# Arizona
O Arizona é um dos 50 estados dos Estados Unidos, localizado na região sudoeste do país. As taxas de crescimento populacional do Arizona são das mais altas de todo o país. Entre 1990 e 2000, a população do estado cresceu em cerca de 40%, de 3 677 985 habitantes em 1990 para 5 130 632 habitantes em 2000, mais do que qualquer outro estado norte-americano, com exceção de Nevada. Entre 1950, quando o Arizona tinha 749 587 habitantes, até 2000, a população cresceu sete vezes.
Grande parte do Arizona possui um clima árido ou semiárido. Estas regiões recebem menos de 40 centímetros de chuva por ano, sendo muito quentes no verão e amenas no inverno. Regiões montanhosas de maior altitude, porém, possuem um clima mais úmido e frio. Grande parte do estado é escassamente habitada. A maior parte da população concentra-se ao redor de dois centros urbanos: Phoenix, a maior cidade e capital do estado, e Tucson.
O cognome de Arizona é The Grand Canyon State. O norte do estado abriga uma das atrações turísticas naturais mais conhecidas dos Estados Unidos e do mundo, o Grand Canyon. Outro cognome de Arizona é The Copper State (o estado do cobre). O Arizona possui grandes reservas deste mineral, e já foi o maior produtor nacional de cobre. Até os dias atuais, a mineração de cobre é uma importante fonte de renda do Arizona.
Nativos norte-americanos viviam na região onde atualmente está localizado o Arizona milhares de anos antes da chegada dos primeiros europeus. Os nativos resistiram bravamente contra a colonização europeia na região. As últimas batalhas entre nativos e colonos de ascendência europeia foram realizadas no Arizona. Atualmente, o estado, com uma população de 287 mil nativos, possui a segunda maior população nativa norte-americana dos Estados Unidos, estando atrás apenas da Califórnia.
O Arizona foi colonizado inicialmente pela Espanha, passando ao controle mexicano em 1821, quando o México tornou-se independente. Em 1848, com o fim da Guerra Mexicano-Americana, o Arizona passou a fazer parte dos Estados Unidos. Em 14 de fevereiro de 1912 o Arizona tornou-se o antepenúltimo território norte-americano a ser elevado à categoria de estado, e o último território norte-americano dentro dos Estados Unidos contíguos (localizado dentro do corpo principal de terra na América do Norte) a tornar-se um estado. Somente os territórios do Alasca e do Havaí seriam posteriormente elevados à categoria de estado.

## Etimologia
Não se sabe ao certo a origem do nome do estado de Arizona. Existem três teorias que buscam explicar a origem deste nome,[carece de fontes?] e segundo elas, a palavra Arizona seria derivada de:
- Das palavras O'odham alĭ zon, que significaria "pequena fonte". Esta palavra é o nome de uma cidade chamada "Arizonac" em inglês. Arizonac é uma pequena cidade a cerca de 12 quilômetros da fronteira sul dos Estados Unidos com o México. Historicamente, a pronúncia do nome desta cidade entre os indígenas poderia ter sido também alĭ son ou mesmo alĭ sona. Exploradores espanhóis posteriormente teriam renomeado esta cidade como Arizona. À medida que mapas da área foram feitos pelos espanhóis e publicados na Europa, o nome Arizona teria passado a ser usada para descrever todo o noroeste da Nova Espanha;
- Das palavras castelhanas "árida zona". Porém, gramaticalmente, esta expressão estaria incorreta em castelhano, uma vez que é o substantivo que precede o adjetivo;
- Da palavra nahuatl Arizuma - "propriedade de prata". Em 1736 os espanhóis fundaram um pequeno assentamento de mineração chamado de Real Arissona, próximo à cidade indígena de "Arizonac" citada na primeira hipótese.

## História

### Até 1821
Diversas tribos nativo norte-americanas viviam na região que atualmente constitui o estado do Arizona, cerca de 12 mil anos antes da chegada dos primeiros europeus à região. Estas tribos nativas pertenciam a três classes distintas: os na-dene, os uto-astecas e os yuman-cochimi. Os apaches e os navajos, outra nação indígena, instalaram-se na região cerca de um século antes da chegada dos primeiros europeus na região.
A Espanha começou a colonizar a região que atualmente constitui o México e a região sudoeste dos Estados Unidos durante o início do século XVI. Embora as primeiras explorações na região onde atualmente localiza-se o estado de Arizona foram as explorações espanholas lideradas por Marcos de Niza e por Francisco Vásquez de Coronado, as mais influenciais. Estas explorações foram feitas por causa de rumores espalhados pelos primeiros exploradores espanhóis que exploraram o sudoeste do atual Estados Unidos, que afirmaram ter encontrado míticas cidades, tais como Cíbola, e grandes minas de cobre e prata. Nenhuma destas afirmações foi provada mas, no final, as explorações espanholas acabaram levando a grandes epidemias de catapora entre a população indígena da região.
Os primeiros assentamentos espanhóis permanentes fundados na região do atual estado foram fundados por jesuítas católicos, durante a década de 1620. Eles instalaram-se na região com o intuito de converter ao catolicismo os nativos que habitavam a região. Porém, nativos indígenas hopi rebelaram-se contra os colonos espanhóis da região em 1680. Vários colonos foram mortos, e os colonos espanhóis restantes foram obrigados a fugir. Em 1694 os espanhóis reconquistaram a região. Nas próximas 13 décadas, os espanhóis controlariam o Arizona. Constantes ataques indígenas, especialmente por parte dos apaches, impediram uma forte colonização espanhola na região.
O primeiro assentamento branco permanente do Arizona foi fundado em 1752. Vários fortes protegiam os poucos assentamentos espanhóis instalados no Arizona. Certos acordos feitos entre os apaches e os espanhóis acabaram com os ataques por volta da década de 1790.

### 1821–1912

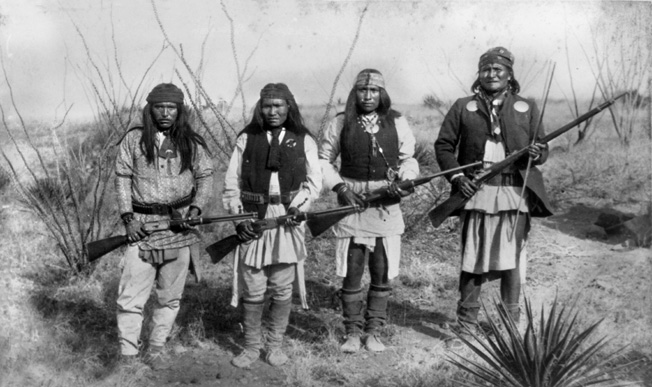
Geronimo (à direita) e seus guerreiros apache lutaram contra colonos americanos e mexicanos

Em 1821 o México tornou-se independente da Espanha. A guerra mexicana de independência fez com que os tesouros nacionais mexicano e espanhol falissem por completo. Fundos espanhóis que anteriormente suportavam missões católicas, presídios, acordos de paz e fortes quase desapareceram, e os apaches voltaram a atacar novamente.
Durante a década de 1830, alguns norte-americanos começaram a explorar a região do Arizona em busca de peles de castor. Em 1846 a ideologia do destino manifesto fez com que os Estados Unidos entrassem em guerra contra o México. Em 1848 a guerra mexicano-americana já havia terminado, com derrota mexicana, que foram obrigados a ceder muito do norte do México aos Estados Unidos. Muito do atual Arizona passou então ao controle norte-americano. Porém, o extremo sul do Arizona ainda continuou sob controle mexicano. Em 1853 os norte-americanos compraram dos mexicanos a região que compreende o restante do atual Arizona, bem como o extremo sul do Novo México, na chamada Compra de Gadsden.

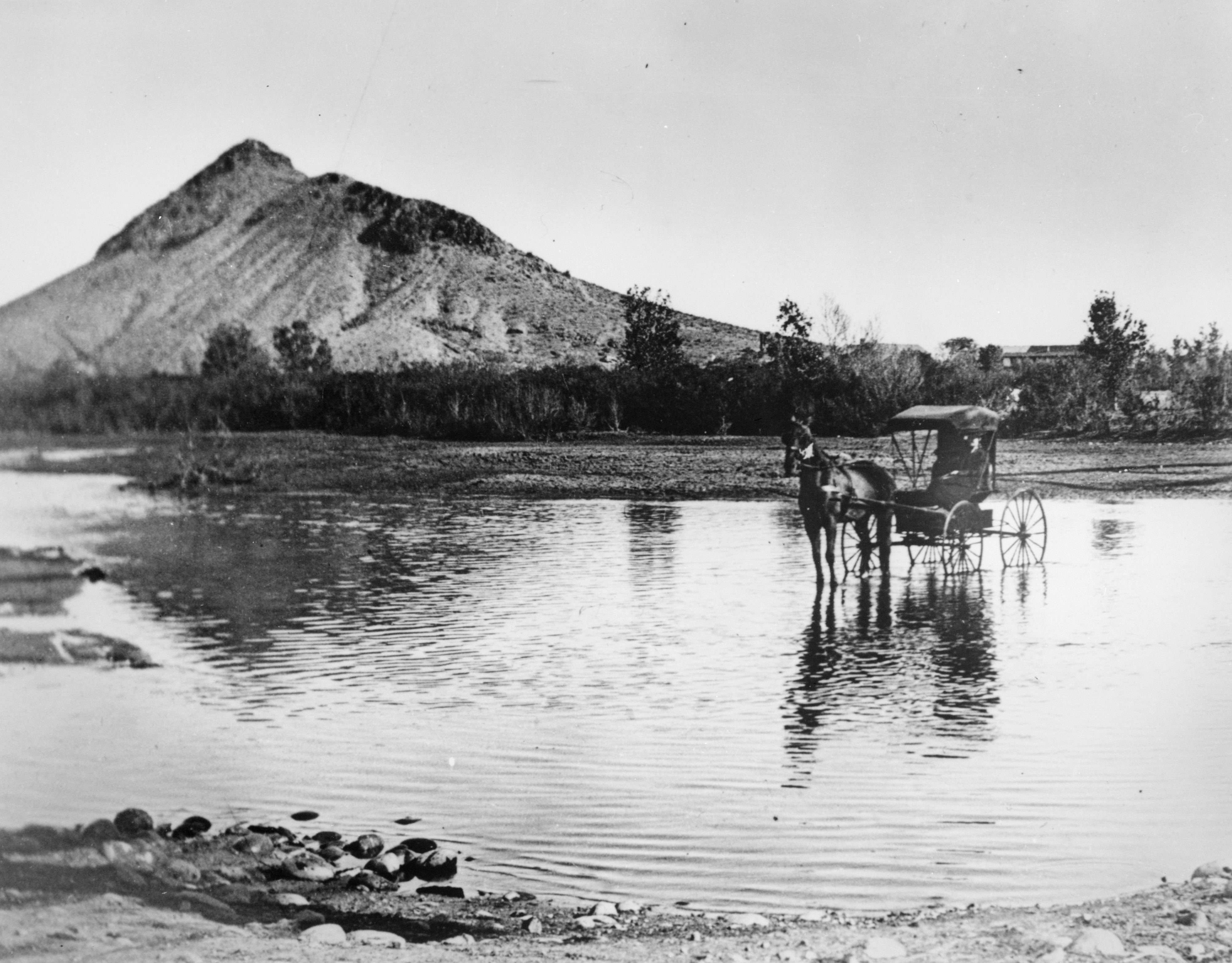
A cidade de Tempe por volta de 1870

O Arizona, então, fazia parte do Território do Novo México. Gradualmente, o número de habitantes morando na região do Arizona começou a aumentar. Muitos destes habitantes pediram pela criação de um novo território, o Território do Arizona. Durante o início da guerra civil estadunidense, em 1862, tropas dos Estados Confederados da América ocuparam em parte o Novo México, porque muito dos habitantes morando no atual Arizona eram pró-confederação. Estas tropas foram forçadas a recuar por causa de contra-ataques por parte da União, em 1863. No mesmo ano, em um ato simbólico, os confederados, atendendo ao pedido da população da região, criaram o Território Confederado do Arizona. Em reação a este gesto dos confederados, o governo norte-americano, no final de 1863, criou oficialmente o Território do Arizona.
Entre a década de 1850 até a década de 1880, os nativos indígenas da região lutaram contra a presença norte-americana na região, através de constantes ataques contra fazendas e cidades. Os navajos renderam-se em 1864. As tribos indígenas do Arizona foram as últimas a renderem-se aos Estados Unidos.
Um ato do governo norte-americano, o Ato de Terra do Deserto de 1877, dava a quaisquer famílias interessadas em instalar-se no interior do sudoeste norte-americano 640 acres de terra. A população do Arizona começou a crescer rapidamente. Ao longo da década de 1890 e de 1900, a população do Arizona passou a pressionar cada vez mais o governo em elevar o território à categoria de estado. Em 14 de fevereiro de 1912 o Arizona tornou-se o 48º estado dos Estados Unidos.

### 1912–Tempos atuais

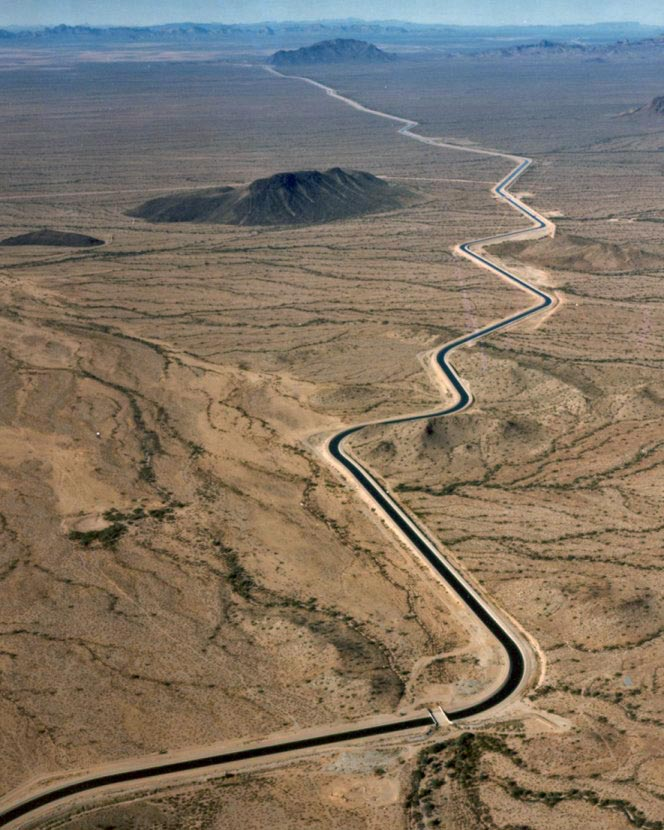
Canal de irrigação do Projeto Central do Arizona

A entrada dos Estados Unidos na primeira guerra mundial fez com que a economia do Arizona crescesse rapidamente. Grandes áreas de terra começaram a ser artificialmente irrigadas. Até então, a prática da agricultura estava restrita somente às regiões de maior altitude do Arizona, onde o clima é mais úmido. Várias represas foram construídas, e várias fábricas foram inauguradas. O Arizona foi afetado negativamente pela Grande Depressão, embora os efeitos negativos causados por ela tivessem sido estabilizados através da construção de grandes obras públicas, notavelmente a usina hidrelétrica Hoover, no rio Colorado. A segunda guerra mundial causou um novo boom econômico no estado. Várias bases militares foram construídas, notavelmente, bases aéreas - graças ao seu clima ensolarado.
Entre o final da década de 1910 até a década de 1940 - especialmente ao longo da segunda guerra - milhares de pessoas de outras regiões dos Estados Unidos migraram em direção ao Arizona, graças a prosperidade econômica do estado. Durante a segunda guerra, o medo de ataques aéreos por parte do Japão fez com que centenas de habitantes de estados costeiros do oeste norte-americano instalassem-se na região, em busca de maior proteção.
Durante o final da década de 1950, o imenso crescimento populacional fez com que a demanda por água potável na região subisse. Porém, devido à escassez de rios e lagos na região, a maior parte da água potável até então era obtida em reservas subterrâneas de água. Porém, por causa da crescente demanda, as águas das (escassas) chuvas da região não foram mais o suficiente para estabilizar os níveis destas reservas subterrâneas. Era preciso encontrar uma nova fonte de água, assim no início da década de 1960 o Arizona decidiu desviar água do rio Colorado, por meio de um plano chamado Projeto Central do Arizona. Porém, várias represas estavam instaladas no curso inferior do rio, na Califórnia. Esta processou o Arizona em 1960, e perdeu o processo, em 1963. Em 1968 o Projeto Central do Arizona foi finalizado.
Em 1988, o inglês tornou-se o idioma oficial do Arizona, através de uma emenda estadual, artigo 28 da constituição do estado. Porém, a Suprema Corte do Arizona considerou a emenda inconstitucional, o que proibiu o cumprimento em nível oficial da maior parte das provisões da emenda por parte do estado. Apesar de ser considerada inconstitucional pelo judiciário estadual, o artigo 28 continua na constituição do Arizona até os dias atuais. Atualmente, uma lei semelhante ao artigo 28 (que obrigará estabelecimentos comerciais e governamentais a utilizar apenas o inglês) está em estudo no legislativo, e que, se entrar em votação, através de um referendo estadual, provavelmente substituirá o artigo 28. A lei tem gerado controvérsia, devido à grande população hispânica e nativa norte-americana no estado.
Em 17 de agosto de 2005 os governadores do Arizona e do Novo México declararam em conjunto estado de emergência nos condados de ambos os estados que localizam-se ao longo da fronteira com o México. A implementação deste estado, segundo os governadores, foi feita por causa de crescente violência, imigração ilegal, tráfico de drogas e da falta de ação por parte de ambos os governos federais em resolver estes problemas. O governo do Arizona liberou um total de 1,5 milhão de dólares em fundos destinados à estes condados, e o Novo México liberou 1,75 milhão de dólares.

## Geografia

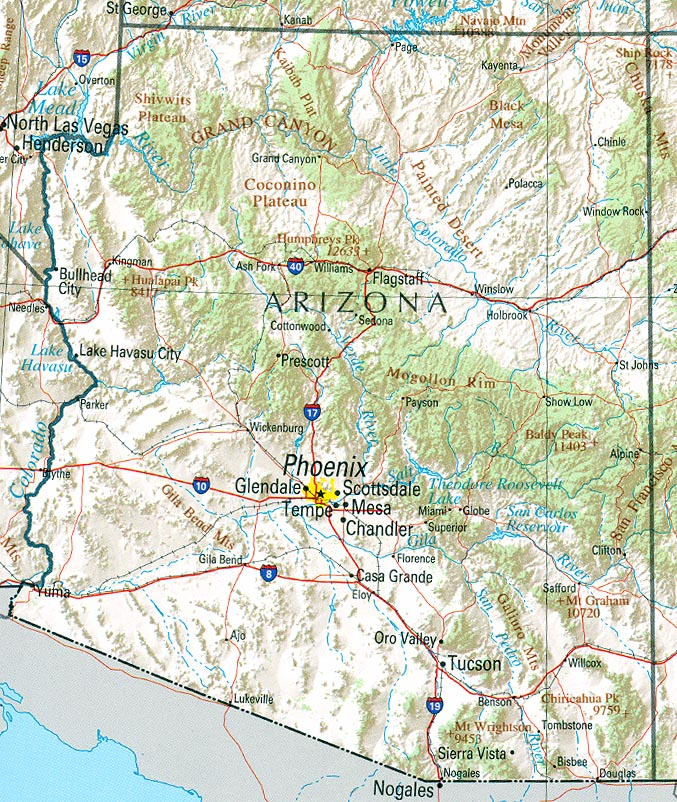
Mapa do Arizona

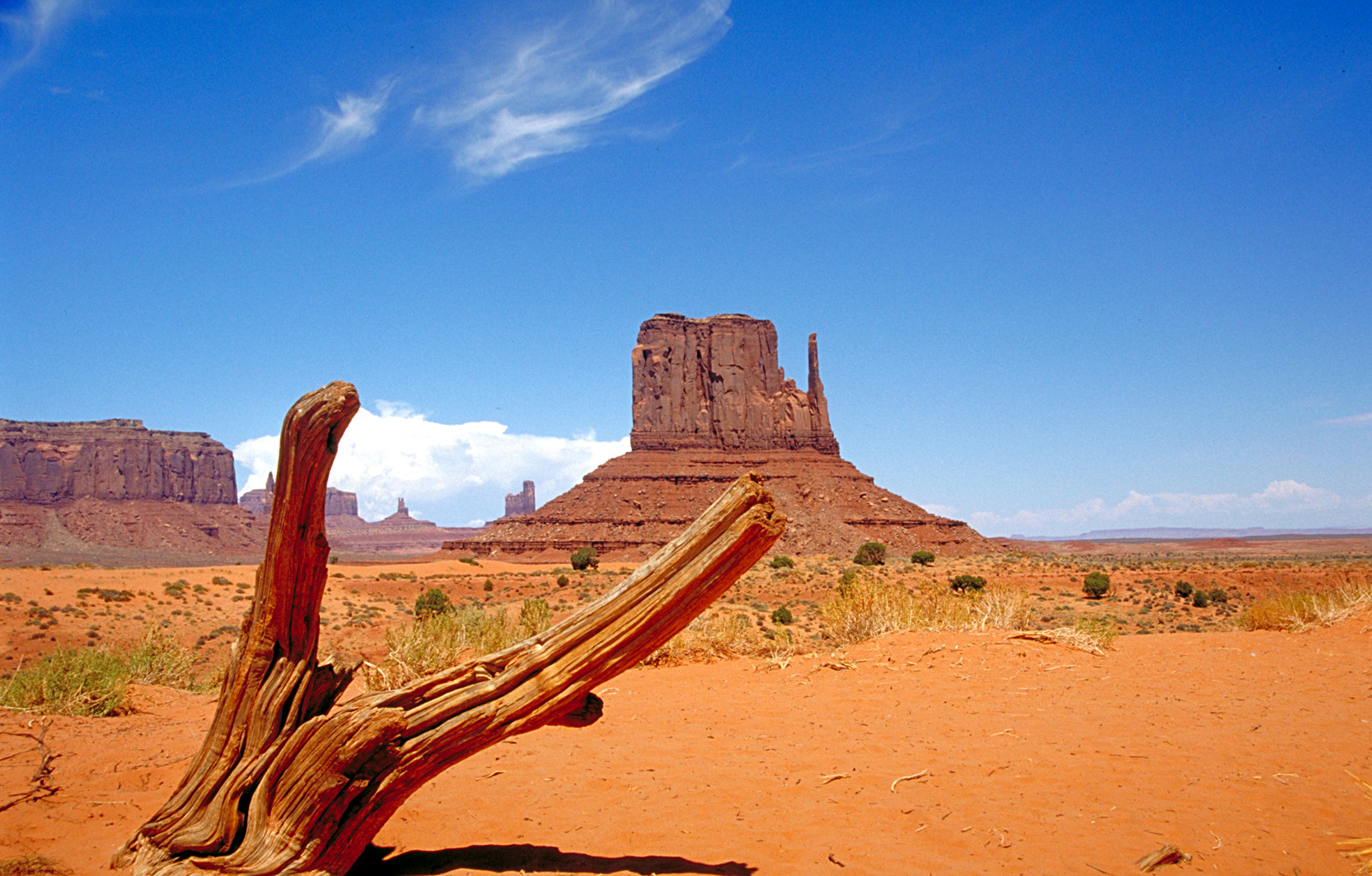
West Mitten Butte Monument Valley, localizado no nordeste do Arizona, no Planalto do Colorado

O Arizona limita-se ao sul e ao sudoeste com os estados mexicanos de Sonora e de Baja California, a oeste com os estados estadunidenses da Califórnia e de Nevada, ao norte com Utah, no extremo nordeste com o Colorado, e ao leste com o Novo México. Com um pouco mais de 295 mil km², é o sexto maior estado americano em área.
O Arizona possui poucos rios permanentes - embora possua vários rios temporários - em parte por causa do clima desértico que domina muito do estado. O rio mais importante é o rio Colorado, que é também o maior rio do estado. O rio Colorado é a principal fonte de água potável do estado, alimentando as áreas urbanas de Phoenix e de Tucson, bem como várias fazendas, através de longos canais. O rio Colorado corta 1 107 quilômetros do Arizona. A segunda maior fonte de água potável do estado são fontes de água subterrânea, que alimentam primariamente pequenas cidades e fazendas.
O Arizona pode ser dividido em três distintas regiões geográficas:
- A Basin e Range localiza-se ao longo do centro-sul do Arizona. Esta região caracteriza-se pela sua baixa altitude (com presença de algumas cadeias montanhosas de baixa altitude), pelo seu clima desértico e pelo seu solo muito fértil, que pode ser usada para o cultivo quando irrigada artificialmente. É nesta região que se localiza- o ponto mais baixo do estado, com apenas 21 metros de altitude.
- A Zona de Transição, que é uma longa e estreita faixa de terra composta por várias cadeias e vales estreitos paralelos, que estendem-se no centro do Arizona, em um sentido noroeste-sudeste. A região possui as maiores taxas de precipitação média anual do estado.
- O Planalto do Colorado, que ocupa todo o norte do Arizona. Possui as altitudes mais altas do estado. O ponto mais alto do estado localiza-se no Planalto do Arizona, e possui 3 851 metros de altitude. Esta região possui taxas razoáveis de precipitação média anual, que juntamente com sua menor temperatura média anual, é a responsável pela sustentação natural de florestas sub-tropicais.

### Clima
Devido à sua grande área e variações em altitude, o estado possui uma grande variedade de climas. No sudoeste do Arizona, região que possui as menores altitudes, o clima da região é primariamente desértico, com invernos amenos e verões muito quentes, e com grandes variações de temperatura entre o dia e a noite. No inverno, a temperatura média do sudoeste é de 2°C. A média das mínimas no extremo sudoeste no inverno é de 7 °C, e a média das máximas, é de 19 °C. No verão, a temperatura média do sudoeste do Estado é de 34 °C. A média das mínimas é de 25 °C e a média das máximas é de 39 °C, no extremo sudoeste. A temperatura mais alta já registrada no Arizona foi de 53 °C, registrada em Lake Havasu City, em 29 de junho de 1994.
A região central e o norte, regiões de maior altitude, possuem temperaturas mais baixas, com invernos frios e verões quentes. Temperaturas muito frias nesta região não são incomuns - frentes de ar frio vindos do norte dos Estados Unidos e do Canadá por vezes alcançam o estado, fazendo com que a temperatura caia para menos de -20 °C em certas áreas do norte do Arizona. No norte, a temperatura média no inverno é de -1 °C (as menores temperaturas são registradas no extremo nordeste do estado, onde estão localizadas as regiões de maior altitude do Arizona), e no verão, a temperatura média é de 25 °C. A menor temperatura já registrada foi de -40 °C, em Hawley Lake, em 7 de janeiro de 1971.
Em Phoenix, localizada no centro do estado, a temperatura média no inverno é de 13 °C, sendo a mínima de 7 °C e a máxima de 19 °C, e no verão, de 34 °C, sendo a mínima de 27 °C e a máxima de 42 °C. A capital do Arizona é também a mais quente capital dos Estados Unidos
As maiores taxas de precipitação média anual de chuva do Arizona estão localizadas ao longo da região central do estado, e as menores, no sudoeste. Nas regiões centrais, a precipitação média anual de chuva é superior a 50 centímetros, enquanto no sudoeste, é inferior a 15 centímetros. As regiões de maior altitude do Arizona podem receber mais de 70 centímetros de neve todo ano. A estação úmida do Arizona começa no final de julho e estende-se até agosto.

## Política

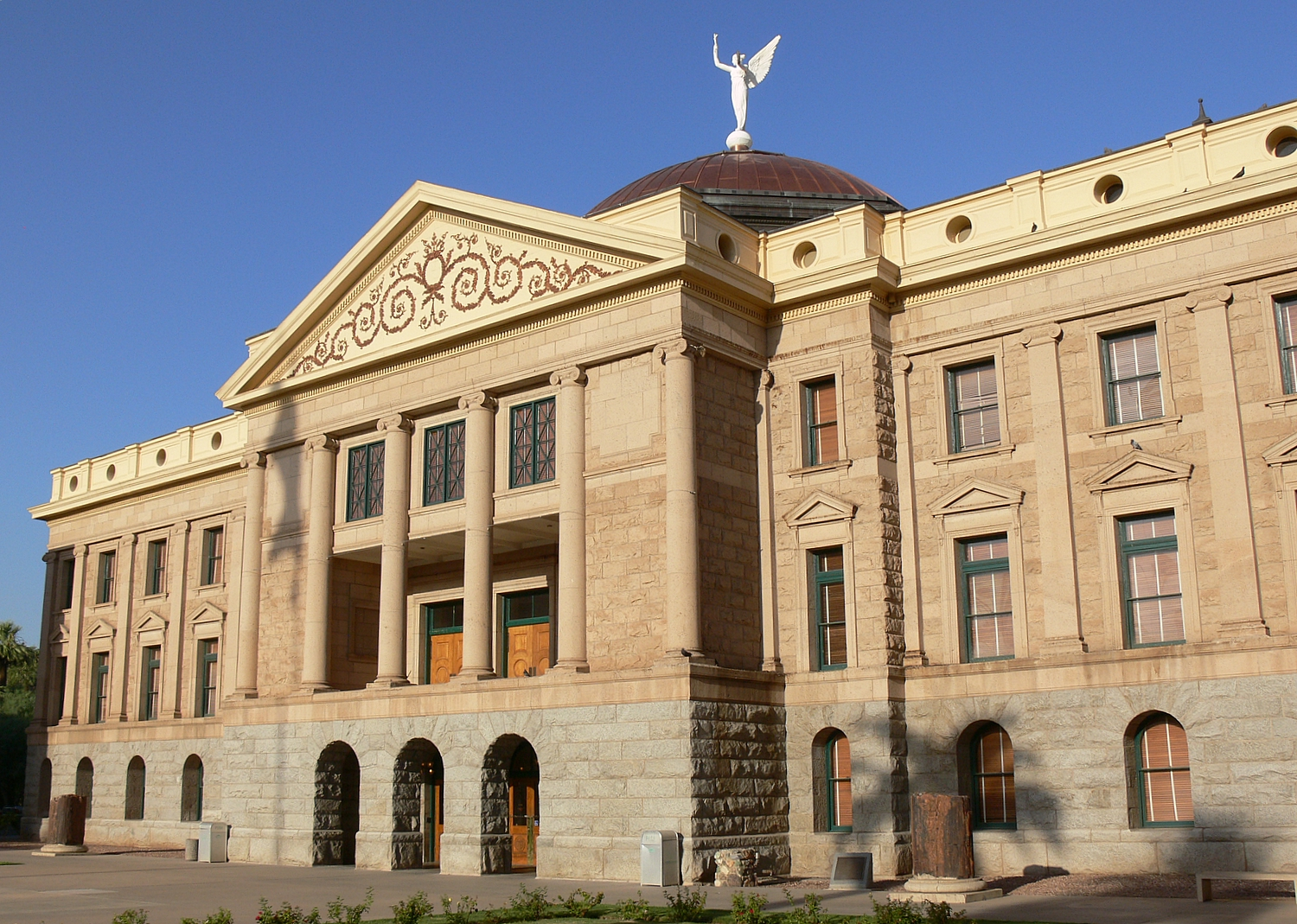
Capitólio Estadual do Arizona em Phoenix.

A atual Constituição do Arizona foi adotada em 1911. Emendas à constituição são propostas pelo poder legislativo do Arizona, e para ser aprovada, precisa receber a aprovação de ao menos 51% do Senado e da Câmara dos Representantes do estado, e então dois terços dos votos da população eleitoral do Arizona, em um referendo. A população do Estado também pode propor emendas à constituição através da coleta de um certo número de abaixo-assinados. Quando este abaixo-assinado é aceito pelo governo, para ser aprovada a emenda, ela precisa receber aprovação de ao menos um quarto dos membros de ambas as câmeras do poder legislativo do Arizona, e então ao menos 51% dos votos da população eleitoral, em um referendo. Emendas também podem ser propostas e introduzidas por convenções constitucionais, que precisam receber ao menos 51% dos votos de ambas as câmeras do poder legislativo e dois terços dos votos da população eleitoral, em um referendo.
O principal oficial do poder executivo do Arizona é o governador. Este é eleito pelos eleitores do estado para mandatos de até quatro anos de duração. O estado não possui tenente-governador. Uma pessoa pode exercer o cargo de governador quantas vezes puder, embora não possa exercer o cargo duas vezes consecutivas. Outros quatro oficiais do alto escalão também são eleitos pela população eleitoral, o secretário de Estado do Arizona. É o secretário de Estado que substitui o governador caso este morra ou seja removido do ofício.
O poder legislativo do Arizona é constituído pelo Senado e pela Câmara dos Representantes. O Senado possui um total de 30 membros, enquanto que a Câmara dos Representantes possui um total de 60 membros. O Arizona está dividido em 30 distritos legislativos. Os eleitores de cada distrito elegem um senador e dois representantes, que irão representar tal distrito no Senado e na Câmara dos Representantes. O termo dos senadores e dos representantes é de dois anos de duração. Como o governador, não possuem limites de termos de ofício, mas não podem exercer o mesmo cargo duas vezes consecutivas.
A corte mais alta do poder judiciário do Arizona é a Suprema Corte do Arizona, composta por cinco juízes. Estes juízes são escolhidos por um órgão estadual do governo de Arizona para termos de cinco anos de duração. Ao final do termo, uma votação geral é realizada no estado, onde a população decide por aprovar este juiz ou não. Caso aprovados, estes juízes podem continuar em ofício por mais cinco anos - não podendo ser indicados novamente para o cargo.
O Arizona está dividido em 15 condados. Cerca de metade do orçamento do estado vêm de impostos estaduais. O restante vem de verbas recebidas do governo federal e de empréstimos. Em 2002 o governo do estado gastou 18,119 bilhões de dólares, tendo gerado 17,298 bilhões de dólares. A dívida governamental do Arizona é de 4,348 bilhões de dólares. A dívida per capita é de 799 dólares, o valor dos impostos estaduais per capita é de 1 558 dólares, e o valor dos gastos governamentais per capita é de 3 330 dólares. O Arizona possui a segunda menor dívida per capita - atrás somente do Tennessee - e o menor valor de gastos governamentais per capita, entre qualquer estado norte-americano.
Até a década de 1950, o partido político dominante no Arizona foi o Partido Democrata, especialmente quando em eleições realizadas em nível estadual ou regional. Desde então, o Partido Democrata tem-se fortalecido rapidamente no Arizona, primariamente nas principais cidades do estado. Nas últimas décadas, os republicanos tem sido maioria na região metropolitana de Phoenix, enquanto os democratas ainda possuíam o domínio de áreas rurais e pequenas cidades. Os democratas ainda dominam politicamente a maioria dos condados do estado. Porém, o Condado de Maricopa, onde Phoenix e sua região metropolitana estão localizadas, concentra aproximadamente 60% da população do Arizona, fazendo com que ambos os partidos possuam grande força política. Nas eleições presidenciais norte-americanas, porém, o Arizona tende a favorecer candidatos republicanos, com os republicanos obtendo a maioria dos votos do colégio eleitoral do estado, em cerca de dois terços das eleições presidenciais realizadas desde a formação do Território do Arizona, em 1863.

## Demografia
De acordo com o censo nacional de 2000, a população do Arizona em 2000 era de 5 130 632 habitantes, um crescimento de 40% sobre a população do estado em 1990, de 3 677 985 habitantes, uma das taxas de crescimento populacional mais altas dos Estados Unidos. Uma estimativa realizada em 2005 estima a população em 5 939 292 habitantes, um crescimento de 61,4% em relação à população em 1990; de 15,7%, em relação à população em 2000; e de 3,5% em relação à população estimada em 2004. As altas taxas de crescimento populacional devem-se em grande parte à forte imigração (por vezes ilegal) de mexicanos no estado.
O crescimento populacional natural do Arizona entre 2000 e 2005 foi de 241 732 habitantes - 462 739 nascimentos menos 221 007 óbitos - o crescimento populacional causado pela imigração foi de 168 078 habitantes, enquanto a migração interestadual resultou no ganho de 408 160 habitantes. Entre 2000 e 2005, a população do Arizona cresceu em 808 660 habitantes, e entre 2004 e 2005, em 199 413 habitantes.
Em 2004, 11,4% da população do estado (aproximadamente 400 mil habitantes) nasceram fora do país, com estimativas indicando que 10% destes são imigrantes ilegais (1,1% da população).

### Raça e etnias
Composição racial da população do Arizona:
- 57,8% – brancos não-hispânicos
- 29,6% – hispânicos
- 4,1% – afro-americanos
- 2,8% – asiáticos
- 3,4% – indígenas e inuits
- 3,4[6]% – duas ou mais raças

Pirâmide etária da população do Arizona

De acordo com estimativas de 2003, o Arizona possui o terceiro maior número de nativos norte-americanos dos Estados Unidos; apenas a Califórnia possui mais nativos. A percentagem de nativos em relação a população do estado é a sexta maior do país. Cerca de 286 680 nativos vivem no Arizona, representando cerca de 10% da população indígena norte-americana.
Os seis maiores grupos étnicos do Arizona são mexicanos (que compõem 21% da população do estado), alemães, britânicos, irlandeses e nativos norte-americanos. A população do sul e da região central são primariamente mexicanas, o centro-norte e o noroeste são habitados primariamente por britânicos, e o nordeste é habitado primariamente por nativos indígenas.
Atualmente, a maioria da população do estado é branca não-hispânica. Devido à grande imigração de hispânicos, e à maiores taxas de natalidade entre a população hispânica, prevê-se que nenhuma raça será majoritária no estado em torno de 2035. Em 2003, pela primeira vez na história do estado, foram registrados mais nascimentos de hispânicos do que nascimentos de brancos não-hispânicos.
Em 2000, 74,1% da população do Arizona com cinco anos ou mais de idade possuem o inglês como idioma materno, e 19,5% possuem o espanhol como idioma materno. O navajo é o terceiro idioma mais falado do estado; 1,9% da população do Arizona o possuem como idioma materno. Outros idiomas indígenas são falados por 0,6% da população. O alemão é o idioma materno de 0,5% da população do estado.
49,9% da população do Arizona são pessoas do sexo masculino, e 50,1% são pessoas do sexo feminino.

### Religião
Religião no Arizona (2014)
Percentagem da população do Arizona por afiliação religiosa:
Cristianismo
1. Protestantes: 39% da população
2. Igreja Católica Romana: 21% da população
3. A Igreja de Jesus Cristo dos Santos dos Últimos Dias (mórmons): 5% da população. O Arizona é um dos estados americanos com maior número de santos dos últimos dias e possui diversas capelas e templos mórmons. O avanço desta religião se dá principalmente na capital do estado e na região da cidade de Mesa.

Outros
1. Judeus: 2%
2. Outras religiões: 4%
3. Não-religiosos: 27%

### Principais cidades

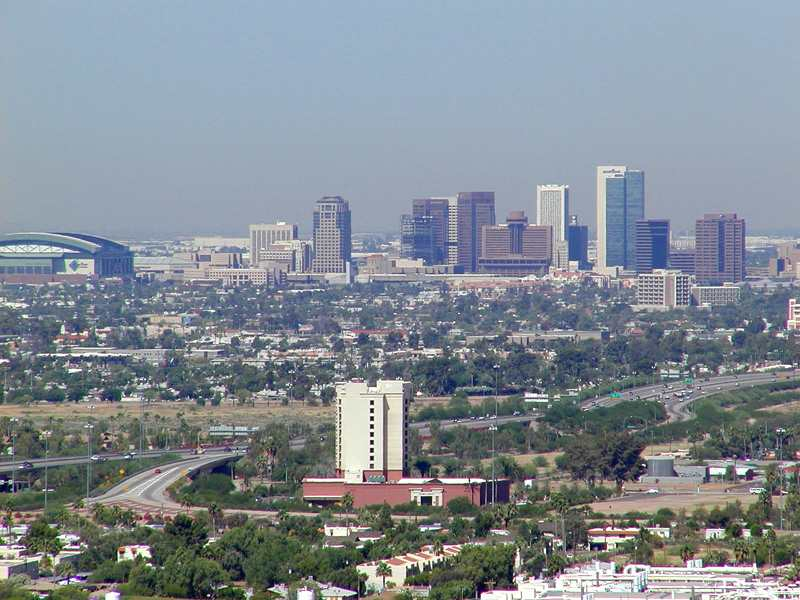
Phoenix.

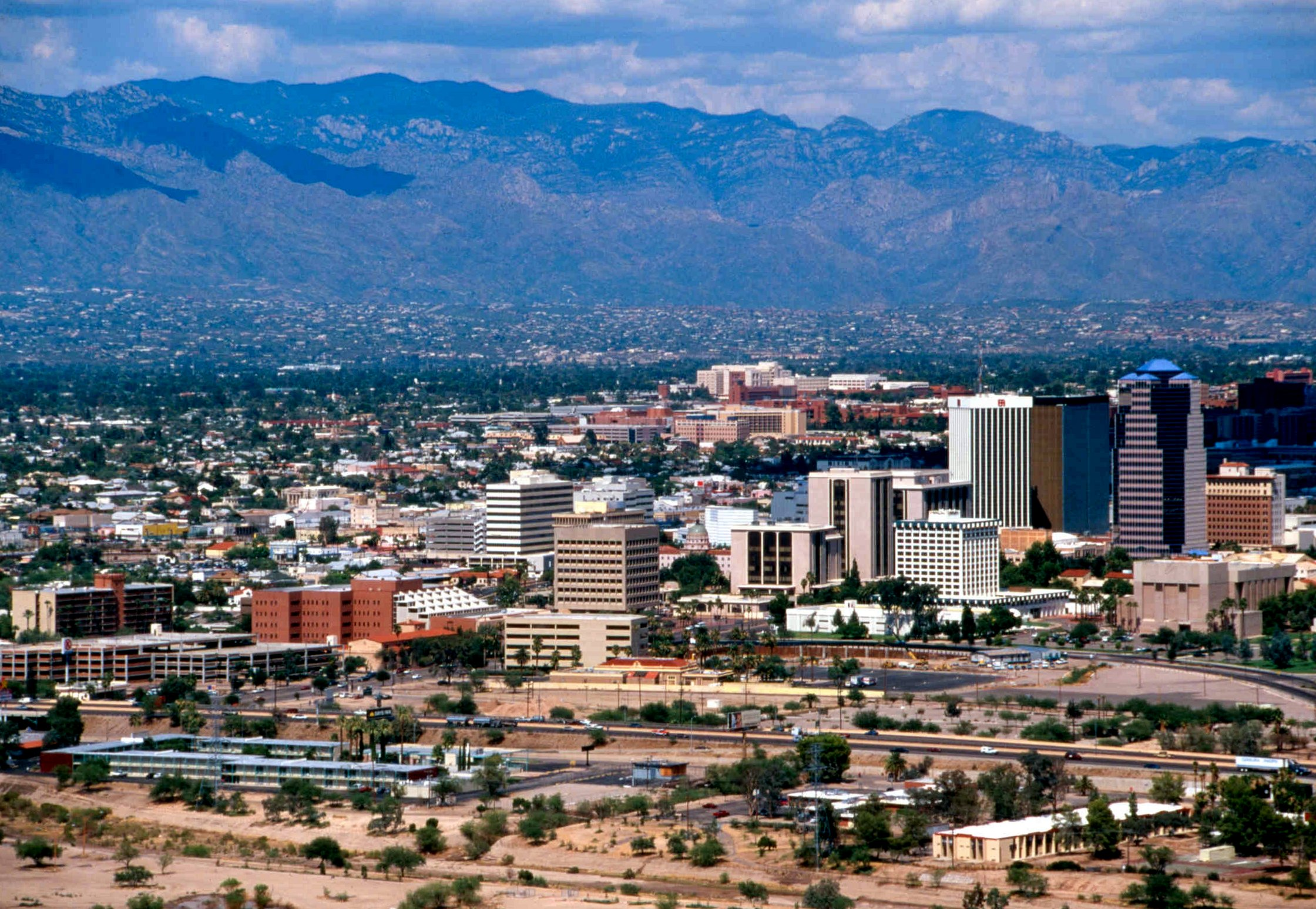
Tucson

Cerca de 87% da população do Arizona vive em cidades, e mais de 88% da população vive em regiões metropolitanas. Cerca de 60% da população vive na região metropolitana de Phoenix. Tucson é a segunda maior cidade do estado.
| - Apache Junction - Avondale - Bullhead City - Casa Grande - Casas Adobes - Catalina Foothills - Chandler (+ de 100 mil hab.) - Cottonwood - Cottonwood-Verde Village - Douglas - Drexel Heights - Eloy - Flagstaff - Florence - Flowing Wells - Fortuna Foothills - Fountain Hills - Gilbert (+ de 100 mil hab.) - Glendale (+ de 100 mil hab.) - Globe - Goodyear - Green Valley - Kingman - Lake Havasu City - Marana | - Mesa (+ de 100mil hab) - Mohave Valley - New Kingman-Butler - New River - Nogales - Oro Valley - Paradise Valley - Payson - Peoria (+ de 100 mil hab.) - Phoenix (a capital, + de 1 milhão de hab.) - Prescott - Prescott Valley - Safford - San Luis - Scottsdale (+ de 100 mil hab.) - Sedona - Sierra Vista - Sierra Vista Southeast - Sun City - Sun City West - Sun Lakes - Surprise - Tempe (+ de 100 mil hab.) - Tucson (+ de 100 mil hab.) - Yuma |

## Economia

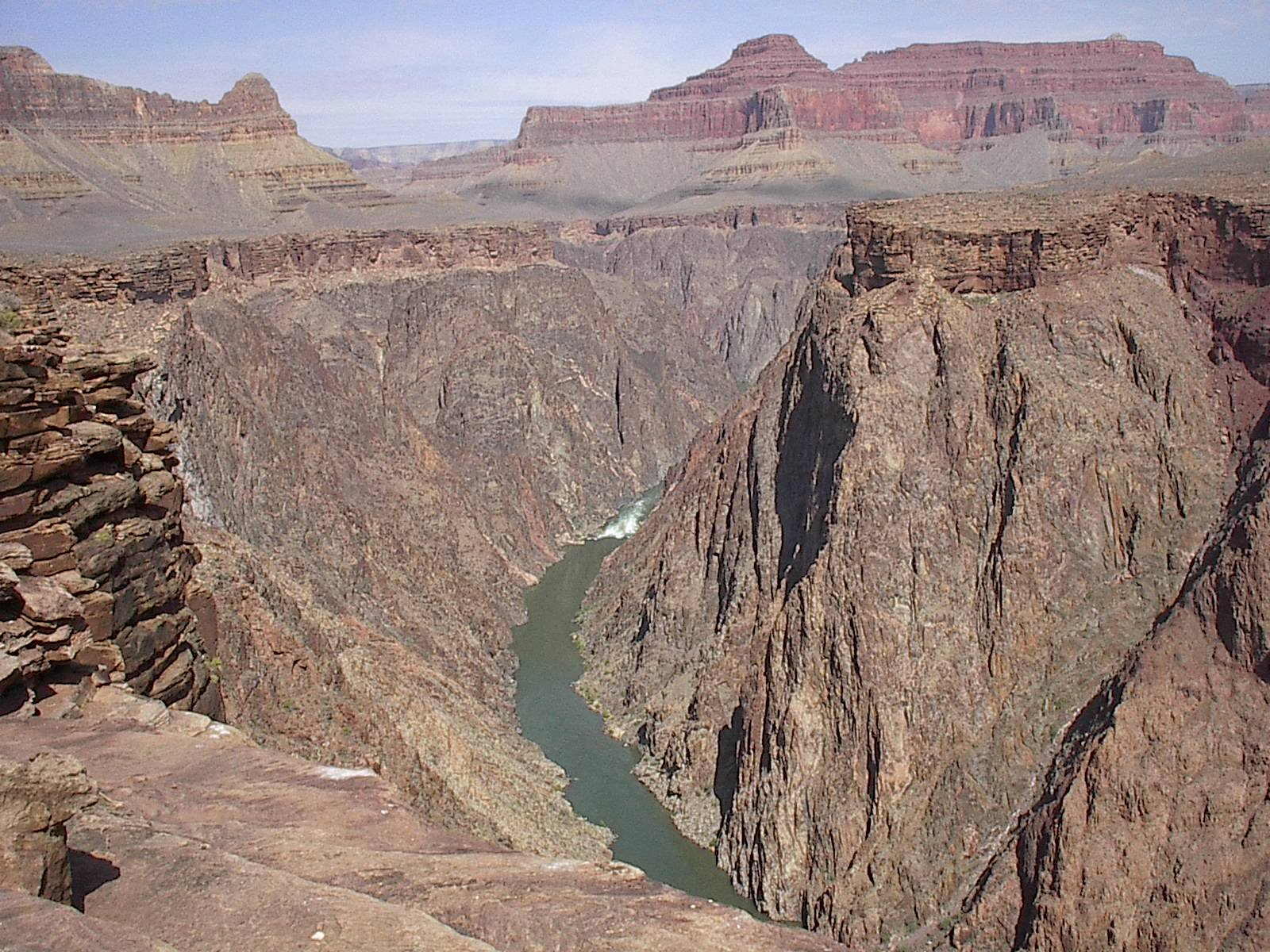
Vista do Grand Canyon, o ponto turístico mais conhecido do Arizona

A renda per capita do estado, por sua vez, foi de 27 232 dólares, o trigésimo nono maior do país. A taxa de desemprego do Arizona é de 5%.
O setor primário responde por 2% do PIB do Arizona. O estado possui 7,4 mil fazendas, que ocupam cerca de 11% da área total. A agricultura e a pecuária respondem juntas por 2% do PIB, e empregam aproximadamente 68 mil pessoas. A maior parte das fazendas do Arizona, que são comumente chamadas de ranchos, são usadas para a criação de grandes rebanhos bovinos. Apenas 2,5% das terras são usadas para o cultivo de plantações. Apesar disso, são os vegetais (especialmente cenouras e ervilhas) as principais fontes de renda agropecuária do estado. Outros produtos cultivados são o algodão (o Arizona já foi o maior produtor nacional) e frutas cítricas. Leite e carne bovina são as principais fontes de renda da indústria pecuária do estado. Os efeitos da pesca e da silvicultura são negligíveis na economia.
O setor secundário responde por 23% do PIB do Arizona. O valor total dos produtos fabricados no estado é de 28 bilhões de dólares. Os principais produtos industrializados fabricados são computadores, produtos eletrônicos e alimentos industrialmente processados. A indústria de manufatura responde por 16% do PIB, empregando aproximadamente 227 mil pessoas. A indústria de alta tecnologia é facilmente o maior setor industrial do Arizona, empregando 161 166 pessoas. O Arizona é um grande produtor de eletrônicos em geral. Dos trabalhadores empregados na indústria de alta tecnologia, 34 314 estão trabalhando na produção de computadores e softwares, 30 358 na produção de componentes de computadores, 25 641 na indústria aeroespacial e 21 378 trabalhadores em serviços de arquitetura e engenharia, e 21 224 pessoas trabalhando na produção de produtos de telecomunicações. A indústria de construção responde por 6% do PIB e emprega aproximadamente 180 mil pessoas. A mineração responde por 1% do PIB do Arizona, empregando cerca de 16 mil pessoas. O estado é um dos maiores mineradores de cobre dos Estados Unidos, já tendo sido o maior produtor nacional, fato que lhe rendeu o cognome de The Copper State (O estado do cobre).
O setor terciário responde por 75% do PIB do Arizona. Serviços comunitários e pessoais respondem por 21% do PIB, empregando mais de 240 mil pessoas. Serviços financeiros e imobiliários respondem por cerca de 18% do PIB, empregando aproximadamente 350 mil pessoas. O comércio por atacado e varejo responde por 17% do PIB do Estado, e emprega aproximadamente 585 mil pessoas. O comércio do Arizona é muito auxiliado pelo turismo. O estado tem se destacado como um grande polo turístico norte-americano, por causa de suas várias belezas naturais - em especial, o Grand Canyon - bem por causa de seu clima em geral quente e ensolarado, e seus invernos amenos.
O Wal Mart é o maior empregador privado do Arizona, tendo empregado 17 343 pessoas em 2003. Serviços governamentais respondem por 12% do PIB, empregando aproximadamente 345 mil pessoas. Transportes, telecomunicações e utilidades públicas empregam 118 mil pessoas, e respondem por 7% do PIB do estado. Sozinho, o setor de telecomunicações emprega 21 224 pessoas. 45% da eletricidade gerada no estado é produzida em usinas termelétricas a carvão, 35% em usinas nucleares, e 20% em usinas hidrelétricas.

## Educação

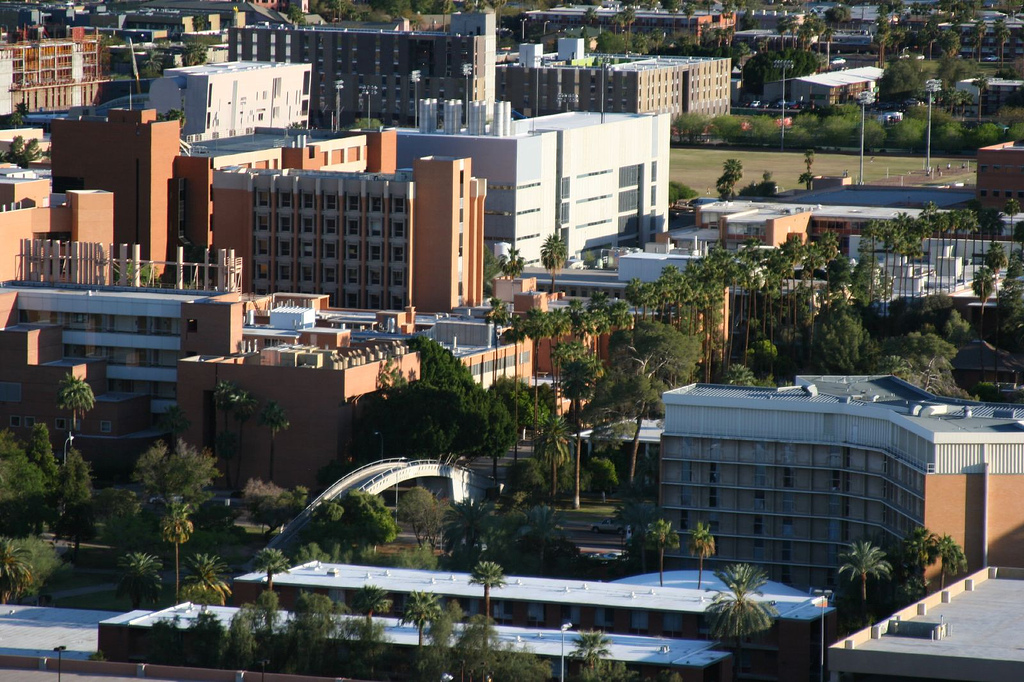
Vista do campus da Universidade Estadual do Arizona em Tempe

As primeiras escolas do Arizona foram fundadas por missionários espanhóis. Estas escolas, porém, ensinavam primariamente religião. Após a independência mexicana em 1821, os mexicanos expulsaram todos os missionários nascidos na Espanha. Estas escolas, voltadas primariamente para a conversão de nativos norte-americanos ao catolicismo, foram eventualmente abandonadas pelo governo mexicano. As primeiras escolas públicas foram fundadas em Tucson, em 1870. Na década de 1880, o governo do Arizona criou um sistema de fundos voltados à educação, e tornou obrigatória a educação a todas as crianças morando no estado. Até 1951, as escolas do Arizona eram segregadas.
Atualmente, todas as instituições educacionais no Arizona precisam seguir regras e padrões ditadas pelo Conselho Estadual de Educação do Arizona. Este conselho controla diretamente o sistema de escolas públicas do estado, que está dividido em diferentes distritos escolares. Cada cidade primária (city), diversas cidades secundárias (towns) e cada condado, é servida por um distrito escolar. Nas cidades, a responsabilidade de administrar as escolas é do distrito escolar municipal, enquanto em regiões menos densamente habitadas, esta responsabilidade é dos distritos escolares operando em todo o condado em geral. Em regiões menos densamente habitadas, a responsabilidade de fornecer educação pública é dos condados. O Arizona permite a operação de escolas charter - escolas públicas independentes, que não são administradas por distritos escolares, mas que dependem de verbas públicas para operarem. Atendimento escolar é compulsório para todas as crianças e adolescentes com mais de seis anos de idade, até a conclusão do segundo grau ou até os quinze anos de idade.
Em 1999 as escolas públicas do estado atenderam cerca de 852,6 mil estudantes, empregando aproximadamente 43,9 mil professores. Escolas privadas atenderam cerca de 44,1 mil estudantes, empregando aproximadamente 3,3 mil professores. O sistema de escolas públicas do estado consumiu cerca de 3,963 bilhões de dólares, e o gasto das escolas públicas foi de aproximadamente 5,2 mil dólares por estudante. Cerca de 83,8% dos habitantes com mais de 25 anos de idade possuem um diploma de segundo grau.
As primeiras bibliotecas do Arizona foram fundadas por missionários espanhóis, no início do século XIX. Porém, estas bibliotecas foram eventualmente abandonadas após a independência do México em 1821. As primeiras bibliotecas públicas foram fundadas em Phoenix e em Tucson, na década de 1870. Atualmente, a grande maioria das cidades do Arizona possui ao menos uma biblioteca pública.
A instituição de educação superior mais antiga do Arizona é a Universidade do Estado do Arizona, que foi fundada em Tempe, em 1885. Atualmente, o Arizona possui 71 instituições de educação superior, dos quais 25 são públicas e 46 são privadas. Três destas instituições são universidades públicas, 10 são universidades privadas, sendo o restante faculdades. Phoenix e Tucson são os principais centros educacionais do Arizona.

## Transportes e telecomunicações

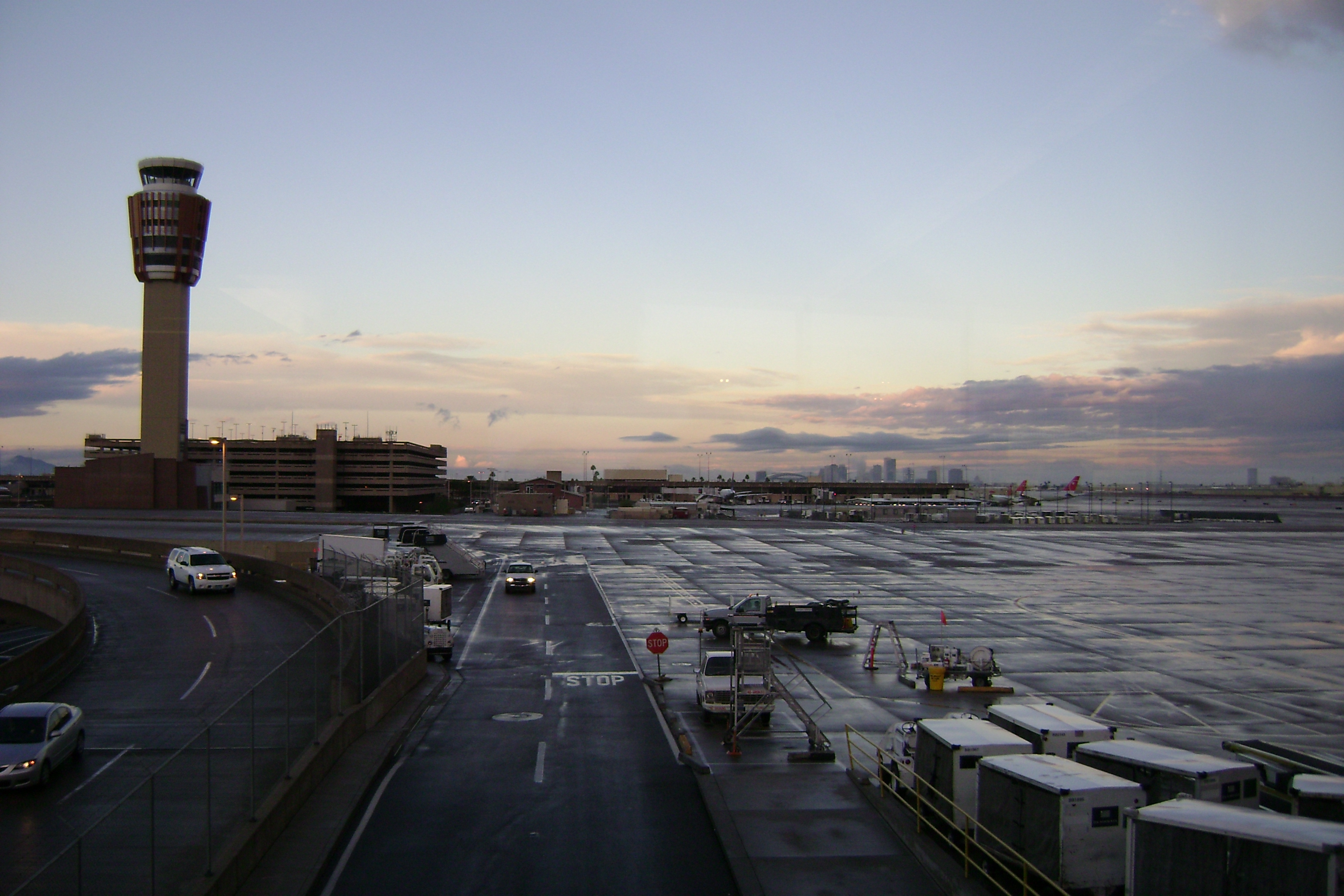
Terminal 3 do Aeroporto Internacional de Phoenix Sky Harbor

Phoenix é o principal centro aeroportuário, ferroviário e rodoviário do Arizona. Em 2002 o estado possuía 2 860 quilômetros de ferrovias. Em 2003 o Arizona possuía 92 584 quilômetros de vias públicas, dos quais 1 878 quilômetros eram rodovias interestaduais, considerados parte do sistema rodoviário federal dos Estados Unidos.
O principal aeroporto do estado é o Aeroporto Internacional de Phoenix Sky Harbor, localizado em Phoenix. É o décimo aeroporto mais movimentado dos Estados Unidos e o décimo segundo mais movimentado do mundo em número de passageiros, e o mais movimentado do mundo, tratando-se de tonelagem de carga movimentada.
O primeiro jornal publicado no Arizona foi o Weekly Arizonian, em Tubac, em 1859. Atualmente são publicados no Arizona cerca de 100 jornais, dos quais 18 são diários. Muitos destes jornais são publicados em espanhol, graças à grande população hispânica do estado. Outros 95 periódicos são impressos no estado.
A primeira estação de rádio do Arizona foi fundada em 1922, em Phoenix, e a primeira estação de televisão foi fundada em 1953, também em Phoenix. Atualmente, o Arizona possui 125 estações de rádio — dos quais 58 são AM e 67 são FM — e 22 estações de televisão. Muitas destas estações possuem sua programação em espanhol.

## Cultura

### Símbolos do estado
- Árvore: Pinus strobus
- Cognomes:
  - Grand Canyon State
  - Apache State (não oficial)
  - Copper State (não oficial)
- Flor: Cercidium floridum
- Fóssil: Araucarioxylon arizonicum
- Gema: Turquesa
- Inseto: Papilio multicaudata
- Lema: Ditat Deus (do latim: Deus enriquece)
- Mamífero: Bassarisco (espécie de guaxinim)
- Música: Arizona
- Pássaro: Corruíra-dos-cactos (Campylorhynchus brunneicapillus)
- Peixe: Truta do Arizona
- Rocha: Pedra petrificada

## Esportes

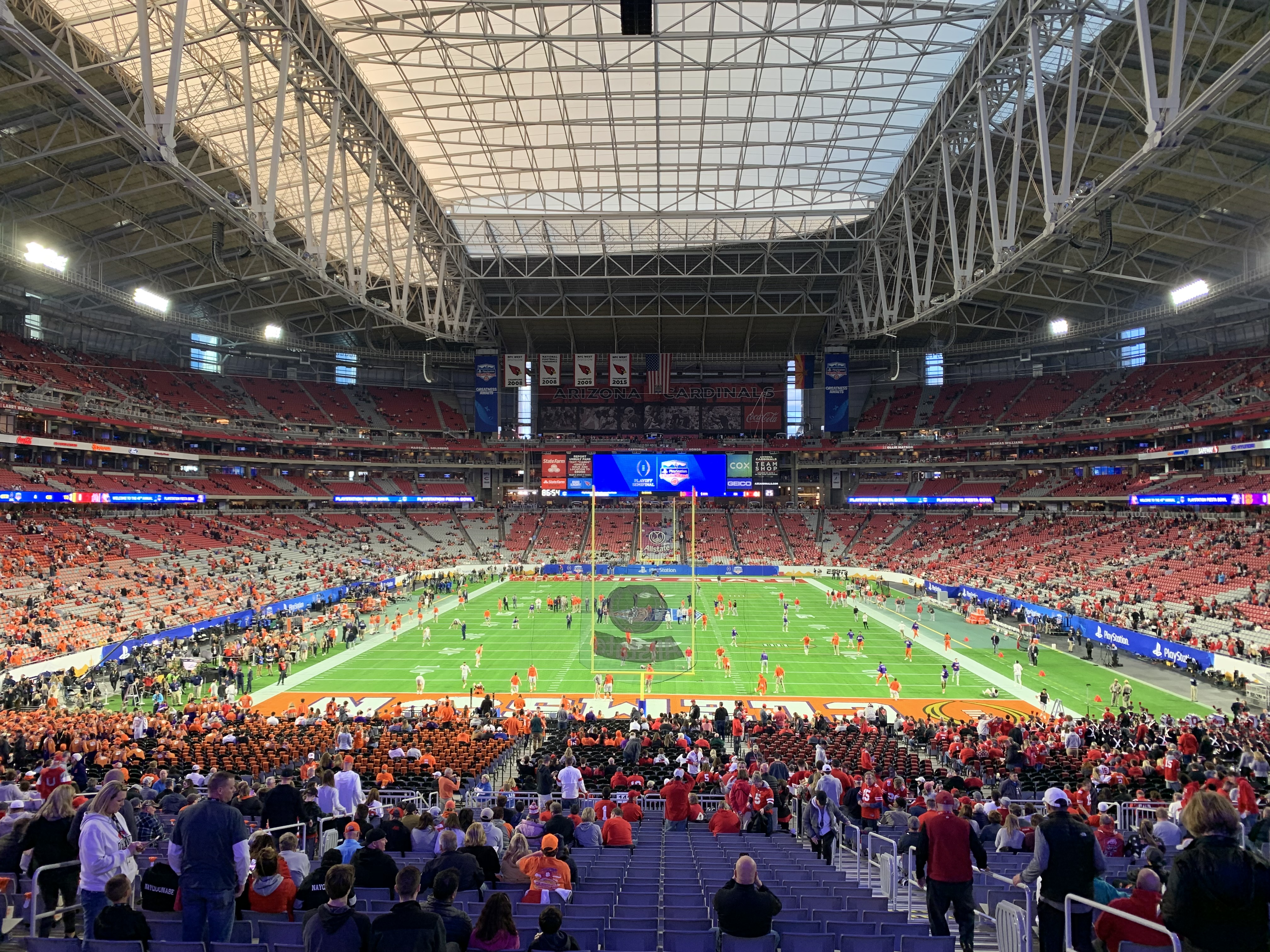
State Farm Stadium em Glendale, casa do Arizona Cardinals

O Arizona possui equipes nas quatro grandes ligas profissionais esportivas dos Estados Unidos.
No futebol americano, o Arizona Cardinals na NFL, manda seus jogos no State Farm Stadium em Glendale, o time já jogou em Chicago de 1920 a 1959 e em St. Louis de 1960 a 1987, quando chegou ao Arizona inicialmente mandou seus jogos no Sun Devil Stadium até se mudar para o estádio atual em 2006.
No beisebol, o Arizona Diamondbacks ne MLB fundado em 1998, manda seus jogos no Chase Field, foi campeão da Série Mundial em 2001.
No  basquetebol, o Phoenix Suns da NBA fundado em 1968, manda seus jogos no Talking Stick Resort Arena.
No hóquei no gelo, o Arizona Coyotes da NHL, fundado em 1972 como Winnipeg Jets, se mudou para o Arizona em 1996, manda seus jogos no Gila River Arena.
Devido aos seus vários campos de golfe, o Arizona abriga diversas etapas no PGA Tour, principalmente o Phoenix Open, realizado no TPC de Scottsdale, e o WGC-Accenture Match Play Championship no Ritz-Carlton Golf Club em Marana.
O automobilismo é outro esporte presente no estado. O Phoenix International Raceway em Avondale abriga corridas da NASCAR duas vezes por ano. O Firebird International Raceway, perto de Chandler, abriga corridas de arrancada e outros eventos de automobilismo.